# Cars 2
Cars 2 è un film d'animazione del 2011 diretto da John Lasseter e Brad Lewis.
12º lungometraggio Pixar e sequel del film Cars - Motori ruggenti (2006), Cars 2 è uscito  il 18 giugno 2011 negli Stati Uniti d'America ed il 22 giugno in Italia.

## Trama
Sono ormai passati cinque anni dagli eventi del primo film. Il coraggioso agente segreto britannico Finn McMissile si reca su una piattaforma petrolifera in mezzo all'oceano per ottenere le prove di alcuni loschi traffici messi in atto dal perfido Professor Zundapp, che, insieme ad un gruppo di terroristi noti come i Catorci (si tratta infatti di automobili vecchie e malandate che ebbero scarso successo per via della loro inaffidabilità), è entrato in possesso di un pericoloso congegno simile ad una telecamera. Il Professore nota la presenza di Finn e lo fa rincorrere dai suoi scagnozzi. Dopo un inseguimento sfrenato, Finn riesce a fuggire fingendosi morto e navigando sott'acqua verso la terraferma.
Nel frattempo, a Radiator Springs, il carro attrezzi Cricchetto rivede il suo amico Saetta McQueen, che ha appena vinto la sua quarta Piston Cup, trofeo che è stato intitolato a Doc Hudson, mentore di Saetta, scomparso negli anni precedenti. Quella sera, la TV trasmette un programma dove viene intervistato Sir Miles Axlerod, un ricco petroliere che ha annunciato di aver deciso di convertirsi alle energie rinnovabili e di essere riuscito a fabbricare un carburante alternativo ecologico, l'Allinol. Il magnate è intenzionato ad organizzare una serie di gare in varie località del mondo, il World Grand Prix, per pubblicizzare il prodotto, che i piloti in gara dovranno obbligatoriamente utilizzare. Alle gare partecipa anche una delle auto da corsa più forti del mondo, un'arrogante Formula 1 italiana di nome Francesco Bernoulli, il quale, invitato alla trasmissione, sfida Saetta alla gara con tono canzonatorio, sicuro di batterlo. Saetta accetta e parte insieme a Cricchetto verso la prima tappa del tour, a Tokyo.
Arrivati in Giappone ricompare Finn McMissile, che incontra l'affascinante agente Holley Shiftwell e viene a sapere che un agente americano deve passargli delle informazioni sulla piattaforma petrolifera. McMissile si accorge però della presenza dei Catorci all'evento di presentazione della gara e chiede a Holley di prelevare lei le informazioni al suo posto. Durante la festa, Cricchetto finisce per scambiare del wasabi per gelato al pistacchio e sembra essere vittima di una perdita d'olio che lo lascia perplesso (in quanto non gli capita praticamente mai di perdere olio), finendo accidentalmente per mettere in imbarazzo Saetta sia davanti ad Axlerod e Francesco che davanti al pubblico. L'agente americano intanto sta per rivelare via radio le informazioni a Holley ma viene ostacolato dai Catorci che lo danneggiano pesantemente, perciò affida il dispositivo elettronico contenente i dati a Cricchetto, a sua insaputa, mentre era in bagno. Cricchetto viene raggiunto da Holley, che lo scambia per la spia americana e lo invita a parlare in privato della questione. Cricchetto, confuso, crede che Holley voglia incontrarlo per un appuntamento romantico e accetta. Ha dunque inizio la prima gara: Saetta è in testa e Cricchetto gli dà dei consigli, ad esempio dicendogli di fare uso del controsterzo sullo sterrato ma quando si imbatte in Finn che affronta due Catorci, dimenticandosi di avere ancora indosso le cuffie per comunicare con Saetta, inizia a dire cose che quest'ultimo sente a sua insaputa e scambia per consigli su come comportarsi in gara: il fraintendimento lo porta ad essere sorpassato e sconfitto da Francesco. Dopo la gara Saetta, furioso, rimprovera Cricchetto, che amareggiato decide di tornare a Radiator Springs per non causare altri problemi. Nel corso della gara avvengono alcuni incidenti (a tre concorrenti, il numero 5 Miguel Camino, il numero 4 Max Schnell e il numero 10 Rip Clutchgoneski, esplode il motore), che Axlerod però etichetta come casuali e non dovuti all'Allinol. Dopo che Cricchetto se ne va, Saetta si pente di ciò che ha detto al suo amico e legge tristemente una sua lettera con i suoi amici.
All'aeroporto, Cricchetto e Finn vengono inseguiti dai Catorci e vengono salvati dall'arrivo di Siddley, il jet spia dei due agenti segreti. A bordo i tre eseguono un'analisi di una foto passata a Cricchetto dall'agente americano e decidono di andare a Parigi alla ricerca di un informatore di Finn, il trafficante di pezzi di ricambio Tomber, che dice loro di aver venduto molti pezzi rari all'auto vista nella foto di Cricchetto (in cui si vede un motore inglese vecchio e scadente), che sembrerebbe essere il misterioso capo dei Catorci. Saetta intanto è arrivato in una località turistica in Italia, Porto Corsa, dove si appresta a partecipare alla seconda gara, mentre il trio di spie si infiltra nel raduno dei Catorci in un casinò di Porto Corsa.
All'inizio della seconda gara i piani dei Catorci vengono svelati: vogliono distruggere la reputazione di Axlerod, dell'Allinol e di tutti i carburanti alternativi facendo esplodere le auto che lo utilizzano in gara con la telecamera vista all'inizio del film che in realtà è un trasmettitore di raggi elettromagnetici in grado di scatenare una reazione esplosiva con l'Allinol; così facendo sperano di screditare i carburanti alternativi in modo da poter sfruttare la loro piattaforma petrolifera (la più grande del mondo) per diventare ricchi. Finn prova a fermarli ma, dopo una corsa sfrenata, cade vittima di una trappola dei Catorci, che nel frattempo fanno accadere un enorme incidente in cui rimangono coinvolte sette vetture (in ordine di collisione: il numero 8 Carla Veloso, il numero 9 Nigel Gearsley, il numero 7 Shu Todoroki, il numero 5 Miguel Camino, il numero 4 Max Schnell, il numero 6 Raoul ÇaRoule e il numero 10 Rip Clutchgoneski) su undici del campionato. Saetta, Francesco, Lewis Hamilton e Jeff Gorvette sopravvivono ma solo Saetta e Francesco riescono a battersi fino all'ultimo poiché Hamilton e Gorvette rimangono bloccati dalle vetture nell'incidente ed alla fine Saetta vince. Dato il disastro, Axlerod dichiara, apparentemente scioccato, che nella gara di Londra ogni concorrente potrà scegliere a sua discrezione se usare o meno l'Allinol. Saetta decide di usare comunque il carburante alternativo e il misterioso capo dei Catorci, l'auto che compare nella foto di Cricchetto, ordina che Saetta venga eliminato. Improvvisamente la copertura di Cricchetto salta a causa di un imprevisto con il suo travestimento ed il carro attrezzi cerca invano di avvertire McQueen ma viene catturato dai catorci insieme a Finn e Holley.
I tre vengono intrappolati nel Big Ben a Londra, in modo che siano distrutti dai suoi ingranaggi; Cricchetto riesce però a liberarsi, come poco dopo anche Finn e Holley. Inizia la terza e ultima gara, ma quando Saetta viene colpito dal raggio mortale non esplode, così i Catorci ricorrono al piano di riserva: una bomba per farlo saltare in aria. Finn e Holley scoprono che la bomba è dentro Cricchetto (i Catorci avevano infatti capito che Cricchetto sarebbe corso in aiuto di McQueen) e riescono ad avvisarlo. Dopo un inseguimento, Finn cattura il folle Zundapp, che rivela loro che la bomba può essere disattivata tramite comando vocale solo da chi l'ha attivata e chi l'ha attivata non è lui. Guido tenta quindi di smontare la bomba ma non ci riesce in quanto essa è fissata con bulloni inglesi; grazie a ciò, Cricchetto capisce che in realtà il vero capo dei Catorci è Axlerod, che avrebbe creato l'Allinol apposta per farlo poi screditare nelle gare in modo da convincere il mondo che i combustibili ecologici sarebbero un pericolo e che sarebbe meglio continuare ad usare i carburanti classici. Il carro attrezzi fa quindi in modo che il petroliere venga arrestato, costringendolo a disattivare la bomba e mostrando che sotto il suo cofano c'è il motore incriminato della foto (quindi Axlerod aveva solo finto di convertirsi alle energie rinnovabili e alla festa in Giappone era stato Axlerod a perdere olio e non Cricchetto).
Una volta arrestato il diabolico Axlerod, Cricchetto viene nominato dalla Regina d'Inghilterra "Sir Carl Attrezzi". Dopo che la gara di Londra è stata sospesa e quindi non era valida, la gara finale del World Grand Prix si svolge a Radiator Springs. Nell'occasione si scopre che a salvare Saetta è stato Sergente, che, non fidandosi del passato da petroliere di Axlerod, ha sostituito da subito l'Allinol che Saetta avrebbe usato con il bio-carburante prodotto da Fillmore, impedendo la reazione esplosiva e che in realtà l'Allinol non era altro che una normale benzina modificata in modo tale da esplodere quando veniva colpita dai raggi. Successivamente Finn e Holley partono per una nuova missione, con Cricchetto che preferisce invece rimanere a casa.

## Personaggi

### Abitanti di Radiator Springs e personaggi secondari
- Sir Carl Attrezzi "Cricchetto": è un Fiat 616. È il protagonista del film. Alla fine del film ringrazia Holley per il suo coraggio e la saluta, rimanendo a Radiator Springs che è casa sua.
- Saetta McQueen: non ricalca la forma di una auto presente nel mondo reale ma è un misto tra una Mazda e una Chevrolet da NASCAR. È il secondo protagonista del film. Partecipa al World Grand Prix ed ha come amico-avversario da battere Francesco Bernoulli. Arrivò al secondo posto nella prima corsa a causa di Cricchetto con il quale litiga ma fa poi pace.
- Sally: una Porsche 996. È la fidanzata di Saetta. È attratta dal design di Francesco Bernoulli.
- Fillmore: un furgone Volkswagen Transporter T2 (come Cricchetto specifica a Holley). In questo film sta ai box assieme a Cricchetto, Luigi, Guido e il Sergente. Alla fine del film rivela a Saetta che, fin dalla prima gara del World Grand Prix, il Sergente ha sostituito l'Allinol (che in realtà era semplice benzina, modificata da Axlerod in modo che diventasse letale se colpita dagli impulsi elettromagnetici) con il suo bio-carburante, perché non si è mai fidato di Axlerod fin dall'inizio.
- Il Sergente: un Willys GPW. Nel film è nei box con Fillmore, Cricchetto, Luigi e Guido. Fillmore rivelerà alla fine del film che Sergente fin dalla prima gara ha sostituito l'Allinol col suo bio-carburante per impedirne la reazione esplosiva.
- Luigi: una Fiat 500 italiana.
- Guido: un muletto italiano che nella versione italiana parla in dialetto emiliano mentre nell'originale parla semplicemente italiano. È molto simile alla Iso Isetta.
- Red: un camion dei pompieri American LaFrance, ha la targa "002" di Radiator Springs.
- Mack: un motorhome della Mack Trucks.
- Ramon: una Chevrolet Bel Air IV serie. Dopo la morte di Doc, ha preso il suo posto nel riparare i danni alle altre auto.
- Flo: un prototipo della GM per il Notorama del 1957 (mai svoltosi).
- Lo Sceriffo: una Mercury Police Cruiser.
- Lizzie: una vecchia Ford Model T, è l'auto più anziana di tutta Radiator Springs.
- Il Principe William del Regno Unito: una Bentley Continental GT.
- La Regina d'Inghilterra: una Rolls-Royce Phantom IV.
- Mike: la guardia del corpo della regina, è un Range Rover con tanto di pistola.
- Guardie: sono dei Land Rover I serie.
- Zia Topolino (nell'originale "Mamma Topolino"): una Renault 4CV che parla in uno scarsamente definibile dialetto italiano.
- Zio Topolino: una Fiat 500A (alias "Topolino") bicolore, zio di Guido e Luigi. Tiene una conversazione con Saetta, spiegandogli l'importanza di fare pace con Cricchetto.
- Vanny e Minny: due auto da viaggio.
- Mamma di Francesco Bernoulli: una Ferrari di Formula 1 degli anni '60.
- Mia e Tia: due Mazda "Miata" super ammiratrici di Saetta McQueen.
- Otis: una Mercedes W123, abitante di Radiator Springs.
- Papa Benedetto XVI: è un misto tra una Alfa Romeo Giulia GT italiana e una BMW 2000 coupé. Assiste alla gara di Porto Corsa dalla Papamobile.
- La Papamobile: un furgone Iveco Daily.
- Il Caporale e il suo esercito di soldati Land Rover in alta uniforme: un gruppo di Land Rover vecchie e nuove.
- Crabby: un peschereccio che trasporta Finn McMissile alla piattaforma petrolifera.
- Doc Hudson: una Hudson Hornet del 1951. Viene nominato da Saetta mentre mostra a Cricchetto il trofeo appena vinto.

### Concorrenti del World Grand Prix
- Francesco Bernoulli: n. 1, una vettura di Formula 1 italiana, forse basata sulla Ferrari 150º Italia. Nel doppiaggio italiano parla in dialetto napoletano mentre in inglese ha solo un accento italiano analogo a quello di Luigi. Viene forse da Roma in quanto viene ripreso al Mel Dorado Show con il Colosseo alle spalle. Il suo caposquadra è Giuseppe Motorosi, un'Alfa Romeo Duetto, il cui nome si rifà a Giuseppe Merosi. Alla fine del film diventa amico di Saetta, e conosce Sally.
- Lewis Hamilton: n. 2, una McLaren MP4-12C proveniente da Grenada ma gareggia per il Regno Unito.
- Nigel Gearsley: n. 9, un'Aston Martin DBR9 proveniente dal Regno Unito.
- Jeff Gorvette: n. 24, una Chevrolet Corvette C6.R dagli Stati Uniti d'America proprio come Saetta McQueen e i suoi amici.
- Carla Veloso: n. 8, una Bentley Speed 8 Le Mans proveniente dal Brasile.
- Raoul Çaroule: n. 6, una Citroёn C4 WRC proveniente dalla Francia.
- Shu Todoroki: n. 7, una simil-Peugeot 908 proveniente dal Giappone.
- Max Schnell: n. 4, grande amico-rivale di Raoul Çaroule, è una Mercedes-Benz AMG Classe C DTM (W204) proveniente dalla Germania.
- Miguel Camino: n. 5, una vettura da Gran Turismo ispirata alla Dodge Viper SRT GT3-R proveniente dalla Spagna che nel film si dice essere un pilota che non stressa eccessivamente la meccanica.
- Rip Clutchgoneski: n. 10, una Caparo T1 proveniente dalla Repubblica di New Rearendia, uno stato fittizio. Originariamente doveva morire nel film (il suo nome significa riposa in pace).

### Telecronisti del World Grand Prix
- Brent Mustangburger: una Mustang blu. Appare nella duologia di Planes.
- Darrell Cartrip: una Chevrolet Monte Carlo con colori fiammanti (già vista in Cars - Motori ruggenti).
- David Hobbscap: una Jaguar E-Type.

### Agenti segreti e loro alleati
- Finn McMissile: un misto tra l'Aston Martin DB5 e tutte le auto famose dei film di James Bond. È un'abilissima spia e il terzo protagonista del film. È il mentore di Holley Shiftwell e di Cricchetto.
- Holley Shiftwell: un misto tra una TVR Tuscan e una Jaguar XJR-15. È la protagonista femminile del film ed è un'irresistibile e affascinante spia, ed apprendista di Finn, nonché fidanzata di Cricchetto. Il suo stile è tipicamente simile alle Bond girl.
- Rod Coppia Motrice/Rod «Torque» Redline: una Dodge Challenger SRT8.
- Leland Turbo: una auto basata su una Jaguar E-Type. Nel film è una Runwell Type-SR (modello inventato).
- Siddeley: un jet-spia.
- Stevenson: un treno-spia, ispirato ai TGV della SNCF francese.
- Tomber: un informatore francese, che Finn liberò da un "deposito" (un carcere) in Marocco. È un trafficante di pezzi di ricambio nel mercato nero di Parigi, ispirato ad una Reliant Regal.

### Catorci
- Sir Miles Axlerod: un Land Rover Range Rover MK1. È l'antagonista principale del film. È un ricco imprenditore del settore petrolifero che ha finto di essersi trasformato in un'auto elettrica e di aver inventato l'Allinol; in realtà monta un vecchio motore di bassissima qualità e molto inquinante. Apparentemente buono e gentile, in verità è malvagio e disonesto ed è il capo dei Catorci. Alla fine viene scoperto e sconfitto da Cricchetto che lo obbliga a disattivare la bomba. Si ispira forse vagamente al personaggio di Ernst Stavro Blofeld, antagonista dei romanzi e dei film di 007, il quale, esattamente come Axlerod, prima che si riveli essere il capo dei criminali, non appare praticamente mai inquadrato in faccia come ricorda nel film Agente 007 - Thunderball (Operazione tuono).
- Professor Zündapp (detto anche "Professor Z"): una Zündapp Janus che parla con un forte accento tedesco. È uno degli antagonisti del film. Ha progettato il dispositivo che emette i raggi elettromagnetici in grado di far esplodere le auto che utilizzano l'Allinol, del tutto identico ad una comune telecamera. Viene sconfitto da Finn dopo un inseguimento.
- Grem e Acer: un'AMC Gremlin e un'AMC Pacer alquanto scalcinate, assistenti e sicari del Professor Z. I loro nomi si motivano con i marchi sul retro parzialmente cancellati. Forse si ispirano ai personaggi di Mr. Wint & Mr. Kidd, dal romanzo di 007 Una cascata di diamanti e dal film omonimo.
- J. Curby Gremlin: un'AMC Gremlin, capo di un clan di catorci di Detroit (città statunitense nota per la forte attività di gangster). Viene sconfitto da Red che con il suo potente getto d'acqua lo scaraventa oltre una ringhiera.
- Tubbs Pacer: un'AMC Pacer. Viene arrestato dal Sergente insieme ai suoi amici dell'esercito britannico.
- Victor Hugo: capo-famiglia delle "Hugo" (Zastava Yugo). Viene sconfitto perché, non essendo in grado di muoversi da solo (venendo sempre rimorchiato dal carro attrezzi Ivan), viene abbandonato dai suoi scagnozzi, che preferiscono fuggire con Tubbs Pacer. Il suo nome si rifà al famoso scrittore francese omonimo, anche se il modello e l'accento del personaggio suggeriscono origini balcaniche.
- Vladimir Trunkov: una ZAZ 966-968 o una NSU Prinz. Viene sconfitto dallo Sceriffo che gli infila di nascosto una ganascia, in riferimento al primo film.
- Ivan: carro attrezzi blu di un modello simile a quello di Cricchetto, assistente di Victor Hugo, che rimorchia ovunque. Viene sconfitto da Cricchetto con una mossa di karate, dopo che egli attacca Saetta.

## Produzione
Nelle versioni internazionali del film Jeff Corvette è sostituito da vari piloti conosciuti nei loro paesi:
- Nella versione australiana è stato cambiato con Frosty (doppiato dal pilota australiano Mark Winterbottom);
- Nella versione spagnola è stato cambiato con Fernando Alonso (doppiato dallo stesso pilota);
- Nella versione russa è stato sostituito da Vitalij Petrov (doppiato dallo stesso pilota);
- Nella versione svedese è stato sostituito da Flash (doppiato dal pilota svedese Jan Nillson);
- Nella versione latino americana è stato sostituito da Memo Rojas (doppiato dallo stesso pilota);
- Nella versione tedesca è stato sostituito da Sebastian Schnell (doppiato da Sebastian Vettel);
- Nella versione franco-canadese, il commentatore David Hobbscap è stato sostituito da Jacques Villeneuve (doppiato dallo stesso pilota).

Nei titoli di coda compare un ringraziamento speciale a Steve Jobs, fondatore dell'industria Apple, ed ex proprietario della Pixar (nel momento in cui Holley Shifwell cerca di rimuovere le ammaccature a Carl Attrezzi, Finn McMissile afferma che Holley è una progettista di applicazioni iPhone).
Il circuito italiano di Porto Corsa è ispirato al circuito di Monte Carlo. La città si ispira alla costa amalfitana (cui un evidente richiamo sono i numerosi limoni esposti nel casinò) e alle località della riviera ligure-provenzale visitate dalla produzione in fase di definizione delle location e degli scenari. Il nome è un riferimento alla località turistica di Portofino e a Portorosa.

### Colonna sonora
La colonna sonora del film è stata composta da Michael Giacchino, che aveva già lavorato a Gli Incredibili - Una "normale" famiglia di supereroi, Ratatouille e Up, andando a sostituire Randy Newman, ideatore delle musica del primo Cars e assente in questo episodio a causa degli stretti tempi di lavorazione del film e della ritrosia di Newman a lavorare in tempi così compressi.
Tema principale della colonna sonora è il singolo Collision Of Worlds, eseguito in duetto da Brad Paisley e Robbie Williams. Fa parte della colonna sonora anche Polyrhythm, brano del noto trio giapponese Perfume.
Per il principale tema orchestrale (chiamato "Finn McMissile Theme Song"), che si ripete spesso durante il film e che si sviluppa su sole 28 note, è stata usata una chitarra elettrica, spesso supportata da un'intera orchestra.

## Distribuzione
Il primo trailer ufficiale è stato presentato in anteprima in televisione, canale Coming Soon, il 22 dicembre 2010. Il film è stato distribuito nelle sale italiane il 22 giugno 2011, mentre il 20 giugno è stato proiettato in anteprima all'autodromo di Monza.

### Cortometraggi allegati
Come per tutti i film Pixar, ai quali vengono allegati dei cortometraggi animati, prima di Cars 2 verrà proiettato il corto Vacanze hawaiiane, diretto da Gary Rydstrom, già regista di Stu - Anche un alieno può sbagliare.
Hawaiian Vacation prosegue le storie dei personaggi di Toy Story 3 - La grande fuga e vede Bonnie recarsi in vacanza alle Hawaii. Barbie e Ken non vedono l'ora di partire con lei per la loro prima vacanza esotica. Bonnie, tuttavia, dimentica i due a casa e Woody, con l'aiuto degli altri giocattoli, dovrà ricreare un paradiso tropicale nella stanza della bambina, per non deludere la coppia.
Alcuni commentatori si dissero preoccupati di questo sfruttamento, temendo che la Pixar avrebbe dato meno spazio a idee e storie originali come Quando il giorno incontra la notte o Presto.

### Edizione italiana
Il doppiaggio italiano è stato diretto e adattato da Carlo Valli e vede la riconferma di tutte le voci del primo film, eccezion fatta per Vittorio Di Prima, che viene sostituito da Pietro Ubaldi nel ruolo di Sceriffo. Si aggiungono poi i doppiatori Dario Penne e Marco Mete e gli attori Paola Cortellesi e Alessandro Siani nei ruoli di Finn, Sir Axelrod, Holly e Francesco Bernoulli.

## Accoglienza

### Incassi
Cars 2 debuttò in 4.115 cinema americani e canadesi il 24 giugno 2011 e nel giorno d'apertura incassò 25.717.785 $. Nel week-end d'apertura, la pellicola incassò 66.135.507 $, quinto miglior film uscito nel mese di giugno.
In Italia, il film debuttò il 22 giugno 2011 in 900 sale, incassando nel primo week-end di sfruttamento più di 2,7 milioni di €.
A fine corsa, Cars 2 incassò 191.452.396 $ negli Stati Uniti e in Canada e 368.400.000 $ nel resto del mondo, arrivando ad un incasso globale di 559.852.396 $ in tutto il mondo, superando il precedente capitolo Cars - Motori ruggenti fermo a quota 461.983.149 $.

### Critica
Il film ha ricevuto pareri perlopiù negativi da parte dei critici. Il film su Rotten Tomatoes ha una percentuale del gradimento del 39% con una media di 5.5/10 su 221 critiche, il consenso critico implica: “Cars 2 è un altro prodotto attraente realizzato magnificamente dalla Pixar, ma tutti gli abbagliamenti non possono nascondere la narrazione arrugginita sotto il cofano”, sul sito Metacritic ha un punteggio di 57 su 100, basato su 38 recensioni, indicato come “recensioni miste o medie”.

## Riconoscimenti
- 2011 - Alliance of Women Film Journalists
  - Candidatura per Premio per il sequel o remake che non dovrebbe essere fatto
- 2011 - Visual Effects Society
  - Candidatura per Miglior fotografia virtuale a Mahyar Abousaeedi, Sharon Calahan, Jeremy Lasky e Jonathan Pytko
- 2012 - Annie Awards
  - Candidatura per Miglior film d'animazione
  - Candidatura per Migliori effetti animati a Eric Froemling e Jon Reisch
  - Candidatura per Miglior character design a Jay Shuster
  - Candidatura per Miglior scenografia a Harley Jessup
  - Candidatura per Miglior storyboarding a Scott Morse
  - Candidatura per Miglior montaggio a Stephen Schaffer
- 2012 - Artios Award
  - Candidatura per Miglior casting per un film d'animazione a Kevin Reher e Natalie Lyon
- 2012 - ASCAP Award
  - Top Box Office Films a Michael Giacchino
- 2012 - Golden Reel Award
  - Candidatura per Miglior montaggio sonoro (Effetti sonori)
- 2012 - Golden Globe
  - Candidatura per Miglior film d'animazione
- 2012 - Kids' Choice Awards
  - Candidatura per Miglior film d'animazione
- 2012 - MovieGuide Awards
  - Candidatura per Miglior film per la famiglia
- 2012 - People's Choice Awards
  - Candidatura per Miglior voce animata a Owen Wilson
- 2012 - PGA Awards
  - Candidatura per Miglior produttore a Denise Ream
- 2012 - Saturn Award
  - Candidatura per Miglior film di animazione

## Sequel
Nel 2014, la Disney ha rivelato che erano già alla ricerca di idee per un terzo film della serie. Nell'ottobre 2015 la Disney ha fissato l'uscita di Cars 3 per il 16 giugno 2017 negli Stati Uniti e in Italia per il 14 settembre 2017.